# Stomp 442
A Stomp 442 az amerikai Anthrax metalegyüttes 1995 októberében megjelent hetedik nagylemeze. Ez a zenekar egyetlen albuma, melyen nem a klasszikus Anthrax-logo látható. Az album eladási eredményekben sokkal gyengébben szerepelt, mint elődje. A Billboard 200-as eladási listán csak a 47. helyet szerezte meg. Kislemezen a Fueled és a Nothing dalok jelentek meg.
Ez volt a zenekar első albuma Dan Spitz gitáros nélkül. A helyére nem vettek be állandó tagot, így a lemezen az egyes dalok gitárszólóit más és más játssza. A legtöbb dalban Spitz korábbi gitártechnikusa Paul Crook, illetve az együttes dobosa, fő dalszerzője, Charlie Benante szólózik, de a Pantera-gitáros Dimebag Darrell vendégjátéka is hallható két dalban (King Size és Riding Shotgun).
A lemez sikertelensége miatt az Elektra szerződést bontott az együttessel, habár a zenekar tagjai épp a kiadót hibáztatták az elégtelen promóciós tevékenység miatt.

## Az album dalai
Az összes dalszöveg szerzője Scott Ian és John Bush; az összes szám szerzője Charlie Benante.
| #   | Cím                               | Hossz |
| --- | --------------------------------- | ----- |
| 1.  | Random Acts of Senseless Violence | 4:02  |
| 2.  | Fueled                            | 4:02  |
| 3.  | King Size                         | 3:58  |
| 4.  | Riding Shotgun                    | 4:25  |
| 5.  | Perpetual Motion                  | 4:18  |
| 6.  | In a Zone                         | 5:06  |
| 7.  | Nothing                           | 4:33  |
| 8.  | American Pompeii                  | 5:30  |
| 9.  | Drop the Ball                     | 4:59  |
| 10. | Tester                            | 4:21  |
| 11. | Bare                              | 5:29  |

| 12. | Remember Tomorrow (Iron Maiden-feldolgozás) |  |

| 12. | Grunt and Click                              | 5:29 |
| 13. | Dethroned Emperor (Celtic Frost-feldolgozás) | 4:32 |
| 14. | Celebrated Summer (Hüsker Dü-feldolgozás)    | 4:30 |
| 15. | Watchin' You (Kiss-feldolgozás)              | 3:38 |

## Közreműködők
- John Bush – ének
- Scott Ian – ritmusgitár, akusztikus gitár, háttérvokál, szólógitár (10.)
- Frank Bello – 4- és 12-húros basszusgitár, háttérvokál
- Charlie Benante – dobok, akusztikus gitár, szólógitár (7, 8, 10.)

Vendégzenészek
- Paul Crook – szólógitár (1, 5, 6, 9.)
- Dimebag Darrell – szólógitár (3, 4.)
- Mike Tempesta – gitár (8.)